# Ternstroemia penangiana
Ternstroemia penangiana là một loài thực vật thuộc họ Theaceae. Loài này có ở Indonesia, Malaysia, và Singapore. Chúng hiện đang bị đe dọa vì mất môi trường sống.